# Dinásticos y no dinásticos

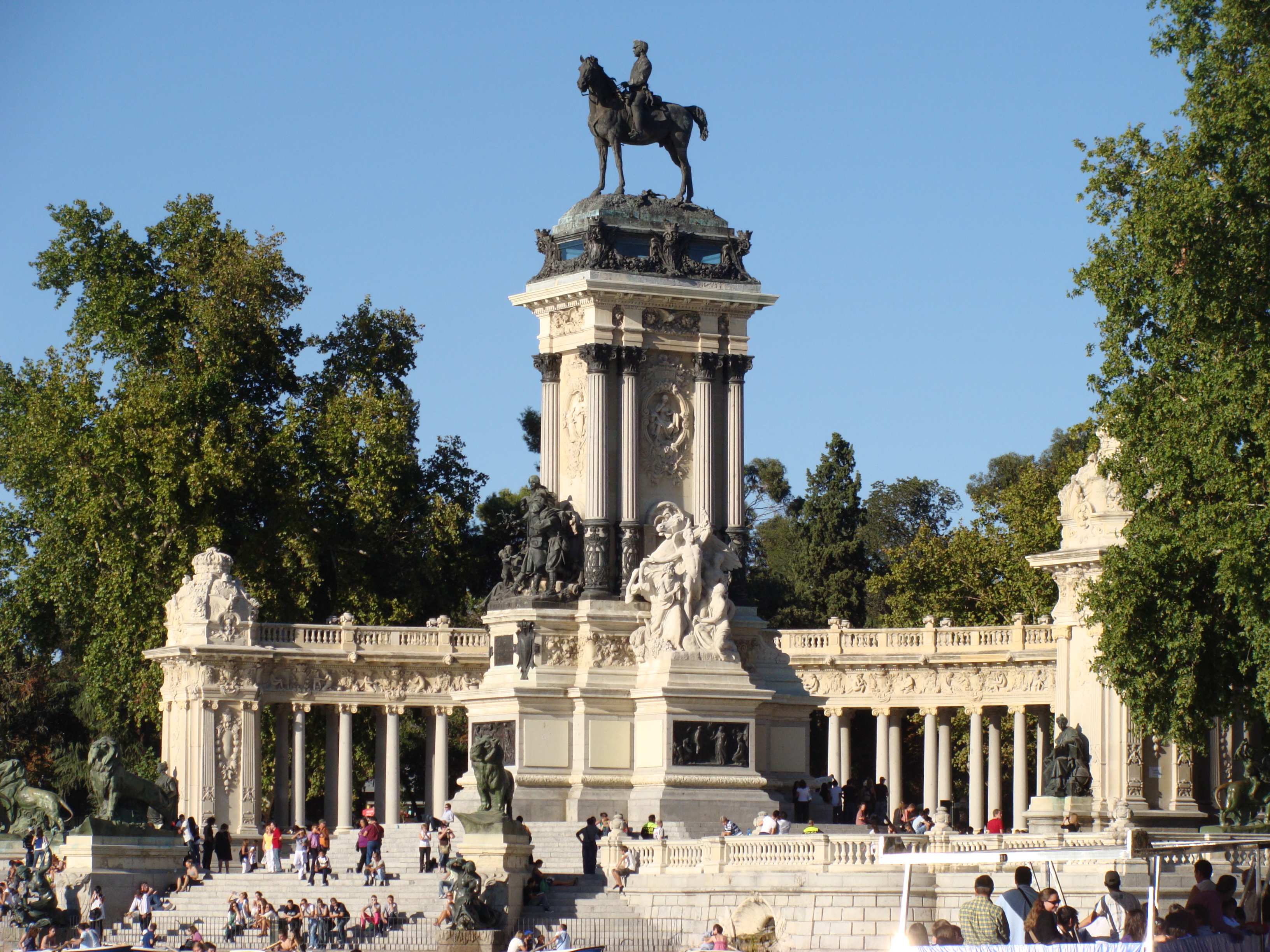
Monumento a Alfonso XII, en el Parque del Retiro de Madrid; un memorial de carácter dinástico. Se ha señalado el hecho de que, a su espalda, se encuentre el monumento a Martínez Campos.

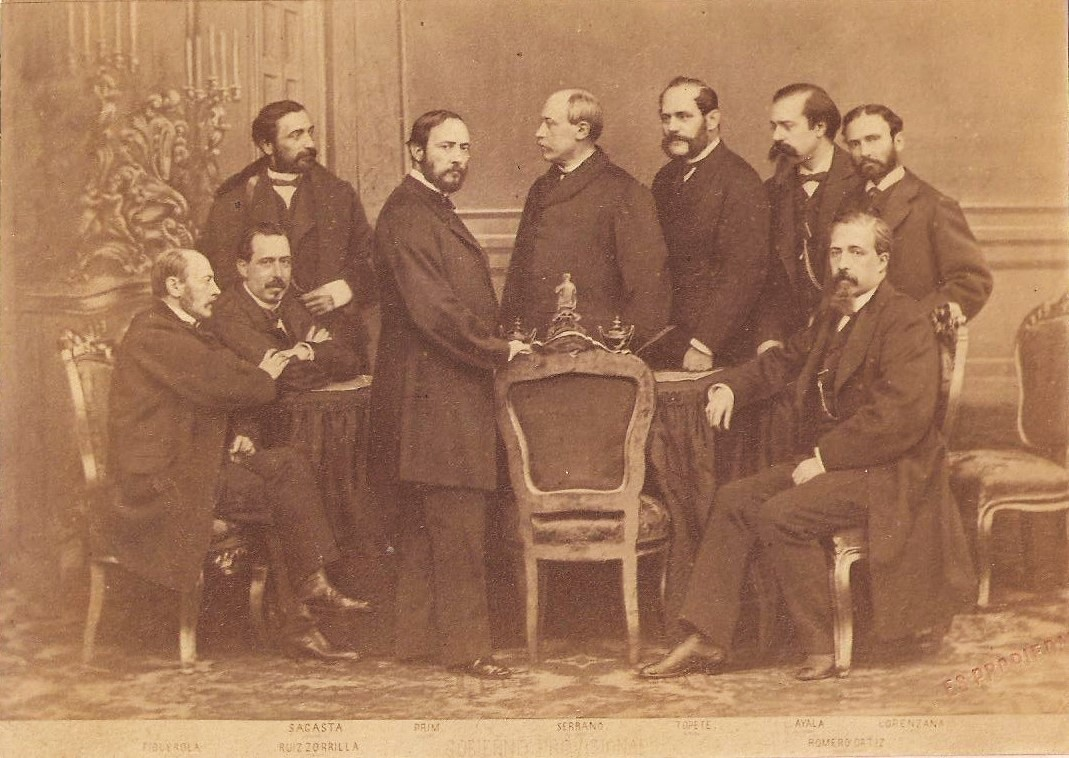
Un gobierno no dinástico: el provisional de 1869, tras la revolución de 1868, que se hizo al grito Abajo la raza espuria de los Borbones.

Dinásticos (políticos, partidos y gobiernos dinásticos, militares dinásticos, clérigos y católicos dinásticos, intelectuales, artistas y poetas dinásticos, etc.) es la denominación con la que se designa en la historia contemporánea de España a los partidarios de la rama dinástica reinante durante casi todo el periodo entre 1833 y 1931 (a excepción del sexenio democrático, 1868-1874): la rama isabelina de la Casa de Borbón; por oposición a los no dinásticos, fueran monárquicos, republicanos o pertenecientes a grupos para los que la forma política del Estado en su jefatura era una cuestión secundaria (el movimiento obrero y los nacionalismos periféricos).
Los monárquicos no dinásticos eran partidarios de otras ramas de la Casa de Borbón (especialmente la carlista, pero también la de Montpensier) y de otras posibles casas reales candidatas al trono de España (la de Saboya -que reinó brevemente entre 1870 y 1873 con Amadeo I-, la de Hohenzollern -cuya opción fue una de las razones o excusas que llevaron a la guerra franco-prusiana de 1870-, la de Braganza -considerada en un determinado momento por los iberistas-, etc.)
El sistema político, incluso cuando la Restauración introdujo el sufragio universal, se organizaba de tal modo (turnismo, caciquismo, pucherazo) que era imposible que los no dinásticos accedieran al poder.
Los monarcas reinantes de la rama isabelina durante este periodo fueron Isabel II de España (cuyos partidarios eran denominados cristinos durante la regencia de su madre, María Cristina, e isabelinos a partir de la abdicación de ésta -12 de octubre de 1840-), su hijo Alfonso XII y el hijo de este, Alfonso XIII (cuyos partidarios -de ambos- eran también denominados alfonsinos o monárquicos alfonsinos).
Los grupos políticos dinásticos que les sustentaron fueron, durante el reinado de Isabel II, los moderados y los progresistas (cuyo acceso al poder dependía de los pronunciamientos militares a cargo de sus respectivos espadones: Espartero, Narváez, O'Donnell); y durante la Restauración los conservadores de Cánovas y los liberales de Sagasta.
Con el nombre de monárquicos alfonsinos, se identificaron los partidarios de la restauración de esta rama de la dinastía durante los dos periodos en que no estaba en el trono: En el primer periodo, la facción política, liderada por Antonio Cánovas del Castillo, que durante el sexenio revolucionario (1868-1874) era partidaria de la restauración de la dinastía en la persona del príncipe Alfonso (futuro Alfonso XII), hijo de Isabel II, al considerar imposible pretender la vuelta de la reina. En el segundo periodo, la facción política que durante la Segunda República Española (con Alfonso XIII en el exilio) propugnaba la vuelta a la monarquía. Utilizaban como identificativo el color verde (por ser las iniciales de "Viva El Rey de España").
A partir de la Segunda República Española, la Guerra Civil y el Franquismo la denominación de dinásticos se convirtió en un término políticamente obsoleto. Para la identificación de las distintas opciones de los monárquicos entre las distintas familias del franquismo se utilizaban los términos carlistas (también llamados tradicionalistas o requetés), juanistas (por Juan de Borbón, hijo de Alfonso XIII) y juancarlistas (por Juan Carlos de Borbón, hijo de este, el que fue definitivamente elegido por Franco como sucesor a título de rey). También se especuló con la posibilidad de que Franco fuera a cambiar su elección en favor de Alfonso de Borbón, casado con su nieta Carmen, que tenía sus propios partidarios dentro del régimen.